# Вучинич, Александер
Александер Вучинич (англ. Alexander S. Vucinich, Alexander Vucinic, 1914, Уилмингтон, Лос-Анджелес — 25 мая 2002, Беркли) — американский историк, культуролог, социолог; специалист по истории науки и культуры России и СССР; профессор Пенсильванского университета (Филадельфия).
Написал семь книг и большое количество журнальных статей по истории науки, социологии, общественной мысли в Российской империи и СССР.
Его двухтомный труд «Наука в культуре России» (Science in Russian Culture) считается классическим.

## Биографическая справка
Происходит из семьи сербских эмигрантов из Боснии-Герцеговины.
Получил образование в Университете Белграда, а также в Калифорнийском (Беркли) и Колумбийском университетах.
Преподавал в университете Сан Хосе (1950—1964), Иллинойсском (1964—1970), Техасском (1970—1976), а также в Пенсильванском (1976—1985) университетах.
Брат — американский историк Уэйн Вучинич (1913—2005), специалист по Восточноевропейской истории, профессор Стэнфордского университета, президент American Association for the Advancement of Slavic Studies.

## Премии, награды
- Лауреат премии Гуггенхайм (1985) за исследования советской науки и идеологии
- Лауреат премии Американской Ассоциации Поддержки Славянских Исследований (2001) с формулировкой «За выдающийся вклад в славянские исследования»

## Публикации
- Soviet Economic Institutions. The Social Structure of Production Units. — Stanford Univ. Press, 1952.
- Science in Russian Culture. (2 vols.) — Stanford Univ. Press, 1963—1970. ISBN 0804707383
- Social Thought in Tsarist Russia: The Quest for a General Science of Society, 1861—1917. — Chicago: Univ of Chicago Press, 1976. ISBN 0226866246
- Empire of Knowledge: The Academy of Sciences of the USSR, 1917—1970. — Berkeley : Univ. of Calif. Press, 1984
- Darwin in Russian Thought. — Berkeley : Univ. of Calif. Press, 1988. ISBN 0520062833
- Einstein and Soviet Ideology. Stanford Univ. Press. 2001. ISBN 9780804742092
- Русская наука в эпоху кризиса: 1890—1910 гг. (Перевод и публикация ИИЕТ РАН)